# Промисловий район (Смоленськ)
Промисло́вий район (рос. Промышленный район) — один з адміністративних районів міста Смоленська.

## Географія
Район розташовується в південно-східній частині міста. Площа території — 50 км².

## Історія
Промисловий район міста-героя Смоленська утворений указом президії Верховної Ради РРФСР № 673 від 5 липня 1965 року.

## Населення
Чисельність населення 126,3 тис. осіб, що становить 39,8 % загальної чисельності населення Смоленська. Густота населення в районі — 2540 осіб на 1 км² (густота населення міста — 1900 осіб на км²).

## Архітектура
У районі вулиць — 153, протяжність становить 239 км, з них з твердим покриттям — 98,9 км, в тому числі:
- магістральні, місцевого значення, промислові зони — 71,3 км,
- щебеневе покриття — 168,7 км.

Основні магістралі:
Велика Радянська вул., пр. Гагаріна, вул. Соболєва, вул. Тенишевой, вул. Крупської, вул. Кірова, вул. Шевченка, вул. Риленкова, вул. 25 вересня, пр. Будівельників, вул. Бабушкіна, вул. Верхній Волок, вул. 2-й Верхній Волок, вул. Попова.
Площа зелених зон 180 га. 3 парку (парк Піонерів, парк 1100-річчя Смоленська, Лісорозсадник). 7 скверів, 2 бульвари, 9 поховань.

## Інфраструктура
- 26 дошкільних установ (ясла, дитячі садки), з них 11 — відомчі;
- 13 загальноосвітніх шкіл;
- гімназія естетичного профілю,
- Православна гімназія;
- МОУ Вечірня середня школа № 3;
- два професійних ліцеї (№ 3, № 6);
- Професійне училище № 2;,
- Технікум електронних приладів;
- 4 коледжі;
- 4 вищих навчальних заклади (рос. СГАФКсТ, СГМА, СГІІ, СГУ);
- Державна освітня установа-спеціальна школа-інтернат;
- Центр трудового навчання та педагогічної реабілітації дітей та підлітків;
- УКК Житлово-комунального господарства;
- Навчальний центр Смоленського обласного центру зайнятості населення;
- Міжшкільний навчально-виробничий комбінат;
- 3 музичні школи: № 4, № 5, № 8.